# Augochloropsis huebneri
Augochloropsis huebneri là một loài Hymenoptera trong họ Halictidae. Loài này được Alfken mô tả khoa học năm 1930.